# Einkommensteuerrecht (Deutschland)
Das Einkommensteuerrecht ist ein Rechtsgebiet, das die Besteuerung des Einkommens natürlicher Personen regelt. 

## Umfang
Die Rechtsgrundlagen enthalten 
- das Einkommensteuergesetz (EStG),
- die Einkommensteuer-Durchführungsverordnung (EStDV) und
- die Lohnsteuer-Durchführungsverordnung (LStDV).

Die Einkommensteuer-Richtlinien (EStR) enthalten weitere, für die Finanzverwaltung bindende Vorschriften. Ferner gehören zum Einkommensteuerrecht die Rechtsprechung insbesondere des Bundesfinanzhofs (BFH) und die Fachliteratur.

## Abgrenzung
Die Besteuerung des Einkommens juristischer Personen ist hingegen im Körperschaftsteuerrecht geregelt.